# João Rogatino
João Rogatino (em latim: Ioannes Rogathinus) foi um oficial bizantino do século VI, ativo na Prefeitura pretoriana da África durante o reinado do imperador Justiniano (r. 527–565). É citado em janeiro de 563, quando ocupou a posição de prefeito pretoriano da África ou mestre dos soldados da África. Nesta data, assassinou o líder tribal Cusina que estava exigindo seu pagamento anual, o que provocou uma rebelião de seus filhos. Aparentemente Rogatino não tinha tropas para liderar, e o imperador enviou o mestre dos soldados Marciano para lidar com os revoltosos.